# António José de Castro
António José de Castro (Viseu, 3 de Julho de 1719 — Lisboa, 10 de dezembro de 1782) foi um nobre português.

## Biografia
Filho de Luís Inocêncio de Castro e Joana Cecília de Lencastre, António exerceu o cargo de Almirante de Portugal, que também foi assumido por outros membros da família Castro.
No dia 9 de Junho de 1754, ele foi titulado como 1.° Conde de Resende pelo Rei D. José I de Portugal.
Em 12 de Janeiro de 1741, António de Castro desposou D. Teresa Xavier da Cunha e Távora, filha do 4.° Conde de São Vicente. 
Tiveram catorze filhos, entre eles:
- D. José Luís de Castro, 2.° Conde de Resende;
- D. Francisco Rafael de Castro, deão principal da Sé de Lisboa;
- António de São José de Castro, bispo do Porto.